# Marian Zgórniak
Marian Zgórniak (ur. 5 grudnia 1924 w Ropicy Polskiej koło Gorlic, zm. 18 listopada 2007 w Krakowie) – polski historyk i prawnik, profesor Uniwersytetu Jagiellońskiego i Krakowskiej Szkoły Wyższej im. A. Frycza Modrzewskiego, członek rzeczywisty Polskiej Akademii Umiejętności, więzień nazistowskich obozów koncentracyjnych Auschwitz, Gross-Rosen i Buchenwald.

## Życiorys
W czasie okupacji niemieckiej żołnierz ZWZ-AK. 2 czerwca 1942 został aresztowany i uwięziony w Gorlicach, trafił do więzienia w Jaśle, a następnie w Tarnowie. Od 19 stycznia 1943 był więźniem obozu koncentracyjnego Auschwitz, a w 1945 roku obozów Gross-Rosen i Buchenwald. Zdołał uciec wraz z kilkoma kolegami podczas ewakuacji z Buchenwaldu do kolejnego obozu. Okres od zakończenia wojny do maja 1946 spędził w amerykańskiej strefie okupacyjnej.
Po maturze, w 1947 roku, rozpoczął studia historyczne, a rok później prawnicze na Uniwersytecie Jagiellońskim w Krakowie. Wkrótce został asystentem na Wydziale Historycznym UJ. W 1959 uzyskał stopień doktora historii na podstawie pracy napisanej pod kierunkiem Celiny Bobińskiej, a w 1982 został profesorem zwyczajnym. W 1976 powierzono mu kierownictwo Zakładu Historii Powszechnej Najnowszej w Instytucie Historii UJ. Stanowisko to piastował do 1995 roku.
Wieloletni członek Komitetu Redakcyjnego kwartalnika historii wojskowości Wojskowy Przegląd Historyczny. Autor biogramów opublikowanych w Polskim Słowniku Biograficznym.
Odznaczony: Srebrny Krzyż Zasługi z Mieczami (1944), Krzyż Armii Krajowej (1970), Złoty Krzyż Zasługi (1973), Krzyż Kawalerski OOP (1975), Krzyż Oświęcimski (1988)  Krzyż Komandorski (1998) i Krzyż Komandorski z Gwiazdą (2003) Orderu Odrodzenia Polski. Honorowy obywatel Gorlic. Pochowany został na Cmentarzu Salwatorskim w Krakowie.

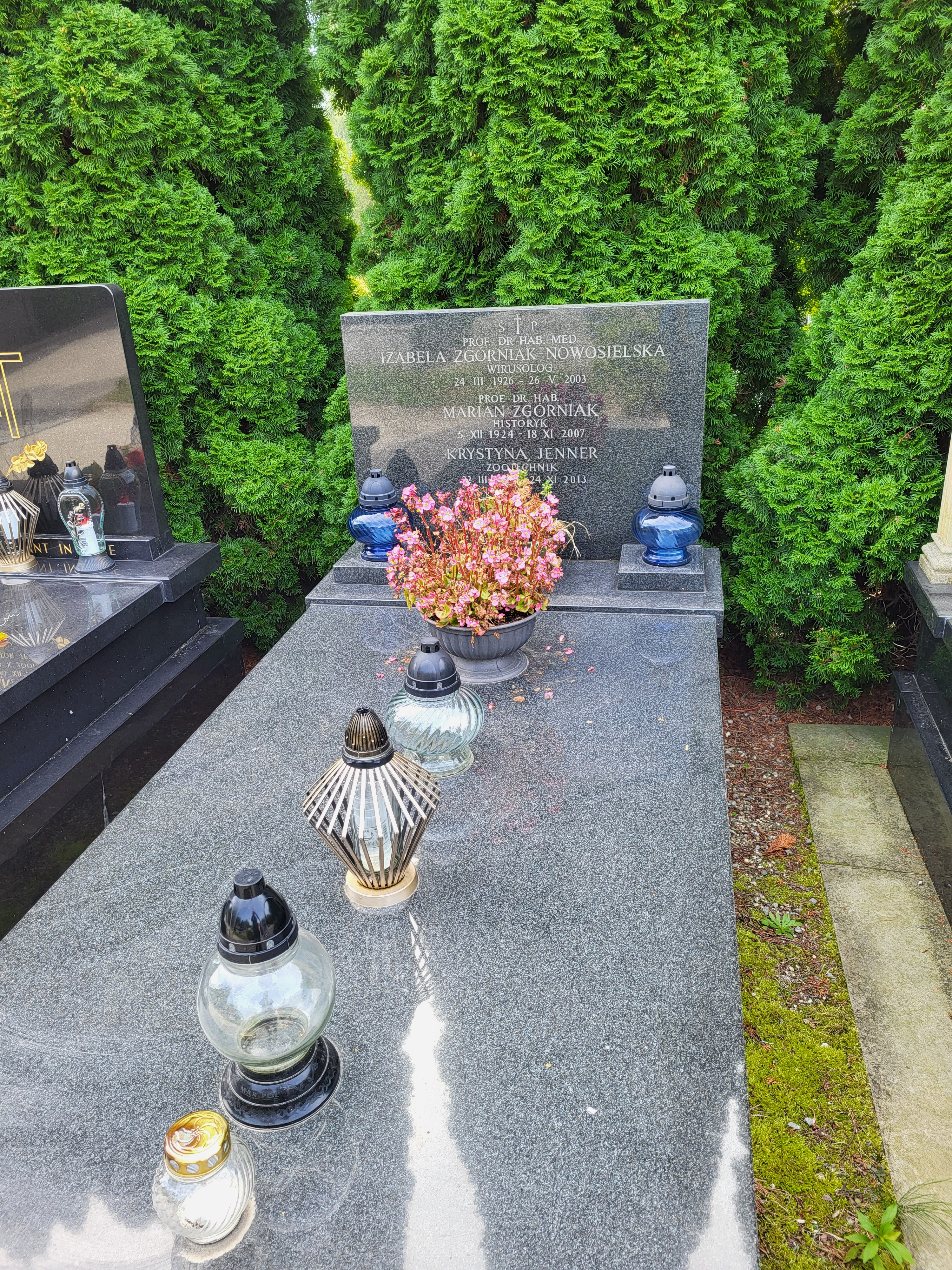
Grób Mariana Zgórniaka

## Publikacje
- Relikty średniowiecznych powinności skarbowych na wsi małopolskiej XVI–XVIII wieku, Warszawa 1959
- Młodzież akademicka Uniwersytetu Jagiellońskiego wobec wydarzeń politycznych lat 1846–1866, [w:] Studia z dziejów młodzieży akademickiej Uniwersytetu Jagiellońskiego od Oświecenia do połowy XX wieku, red. C. Bobińska, t. 1, Kraków 1964, s. 107–164
- Wojskowe aspekty kryzysu czechosłowackiego 1938 roku, Kraków 1966
- Bitwa pod Gorlicami w 1915 r., [w:] Nad rzeką Ropą, t. 3, Kraków 1968
- Przygotowania niemieckie do agresji na Polskę w 1939 r. w świetle sprawozdań Oddziału II Sztabu Głównego WP (Dokumenty), red. M. Cieplewicz, M. Zgórniak, Wrocław 1969
- "IN-3". Sprawa Jerzego Sosnowskiego, "Studia Historyczne" t. 13, 1970, zeszyt 3
- Sytuacja militarna Europy w okresie kryzysu politycznego 1938 r., Warszawa 1979
- Wojskowość polska w dobie wojen tureckich drugiej połowy XVII wieku, Wrocław 1985
- Za Waszą i naszą wolność. Polacy w europejskiej Wiośnie Ludów 1848–1849, Warszawa 1987
- 1914–1918. Studia i szkice z dziejów I wojny światowej, Kraków 1987
- Polnische militärische Nachrichtendienst 1939 – seine Lagebeurteilung und sein Einfluss auf die politischen und militärischen Beschlüsse „Commission Internationale d’Histoire Militaire. Acta“, no. 13, Helsinki 1991, t. II, s. 37–44
- Wojna zimowa 1939–1940, [w:] Bałtowie. Przeszłość i teraźniejszość. Materiały z sesji naukowej, Kraków 1993, s. 138-153
- Europa w przededniu wojny : sytuacja militarna w latach 1938–1939, Kraków 1993
- Bitwa pod Gorlicami, [w:] Militarne i polityczne znaczenie operacji gorlickiej w działaniach wojennych I wojny światowej, oprac. A. Walc, Gorlice 1995
- Wojna i okupacja na Podkarpaciu i Podhalu, na obszarze inspektoratu ZWZ-AK Nowy Sącz, 1939–1945 (wspólnie z Grzegorz Mazur, Wojciech Rojek), Kraków 1998
- Polska w czasach walk o niepodległość (1815–1864), Kraków 2001
- Europa am Abgrund – 1938, Münster 2002 (Dokumente und Schriften der Europäischen Akademie Otzenhausen, Bd. 100)
- Wielkie wojny XX wieku (1914–1945), red. M. Zgórniak, Kraków 2006
- Sprawa niedoszłej wojny prewencyjnej i niemieckie studia nad planem ewentualnej wojny z Polską w roku 1933, „Przegląd Historyczno-Wojskowy” R. VIII (LIX), 2007, nr 3
- (Wstępy i redakcja naukowa), Protokoły posiedzeń Rady Ministrów Rzeczypospolitej Polskiej [1939–1945], oprac. W. Rojek przy współpr. A. Suchcitza, t. I – VIII, Kraków 1994–2008
- Studia i rozprawy z dziejów XVI–XX wieku. Historia – militaria – polityka. Redakcja i słowo o autorze G. Nieć, Kraków, Księgarnia Akademicka, 2009, 459 s.